# Hildebold von Wunstorf
Hildebold von Wunstorf  (* unbekannt; † 11. Oktober 1273 in Bremen, auch  Hildbold ) war von 1258 bis zu seinem Tod Erzbischof von Bremen.

## Leben
Er war ein Sohn Graf Hildebolds II. von Wunstorf und Hedwigs von Oldenburg, Tochter Moritz I. Er wird seit 1241 als Bremer Domherr genannt, seit 1250 als Archidiakon von Rüstringen. 

### Bremer Stiftsfehde
Hildebold wurde in einer zwiespältigen Wahl gewählt. Das Bremer Domkapitel stand überwiegend auf seiner Seite, das Hamburger Domkapitel und einige Bremer Domherren wählten den Dompropst Gerhard von der Lippe, einen Großneffen des verstorbenen Bischofs Gebhard II. zur Lippe. Gerhard hatte die Unterstützung seines Onkels, des Paderborner Bischofs Simon, der als Koadjutor Gebhards II. die Burgen Langwedel und Vörde in seinem Besitz hatte. Hildebold konnte jedoch mit Hilfe der Ministerialen und gegen eine Zahlung von 800 Mark die beiden Burgen in seinen Besitz bringen. Simon ging mit Hilfe der Stedinger weiter gegen Hildebold vor, bis er in der Schlacht bei Munderloh eine vollständige Niederlage gegen den von seinen Oldenburger Verwandten militärisch unterstützen Hildebold erlitt. Nachdem Hildebold in Besitz der Diözese gelangt war, reiste er umgehend nach Rom, wo er sich erfolgreich gegen seine Opposition durchsetzen konnte. Am 17. April 1259 erhielt er von Papst Alexander IV. die Weihe und das Pallium.

### Politisches Wirken
Mit der Stadt Bremen geriet er durch den Bau der Burg Versfleth in Streit. Die Bremer warfen ihm vor, mit dieser Burg die freie Schifffahrt auf der Weser zu bedrohen. Die Burg wurde von den Bremern 1262 erobert und geschleift, Hildebold musste den Bremern daraufhin in einem Vertrag vom 14. August 1262 zusichern, keinen Burgenbau zwischen Bremen und der Wesermündung mehr zuzulassen.
Auch mit Hamburg geriet er in Streit, nachdem er Stade Zoll und Stapelrecht gewährte. Entschieden wurde der Streit zu Gunsten Hamburgs, indem ein Privileg Kaiser Friedrichs I. bestätigt wurde, das Hamburger Schiffen Zollfreiheit auf der Elbe gewährte. Auch der Versuch, die Eigenständigkeit des Hamburger Domkapitels zu beschneiden, scheiterte. Papst Clemens IV. erließ mehrere Dekrete, welche die Unabhängigkeit des Hamburger Domkapitels bestätigten.
Nach dem Aussterben der Wildeshauser Linie des oldenburgischen Geschlechts 1270 erwarb Hildebold die Grafschaft Wildeshausen, die von da an im bremischen Besitz blieb.

## Tod
Hildebold starb am 11. Oktober 1273 in Bremen und wurde im Bremer Dom beerdigt. Ihm folgte im Amt Giselbert von Brunkhorst, ein Vetter mütterlicherseits.